# Brontoliota monteithi
Brontoliota monteithi là một loài bọ cánh cứng trong họ Silvanidae. Loài này được Thomas miêu tả khoa học năm 2004.